# أكوش باستور
أكوش باستور (بالمجرية: Pásztor Ákos)‏ مواليد 24 يونيو 1991 في ميشكولتس، هو لاعب كرة يد مجري يلعب كجناح أيمن. مثل منتخب المجر لكرة اليد.

## سجل المنافسة
شارك في البطولات التالية:
- بطولة أوروبا لكرة اليد للرجال 2016